# Janáček-Theater

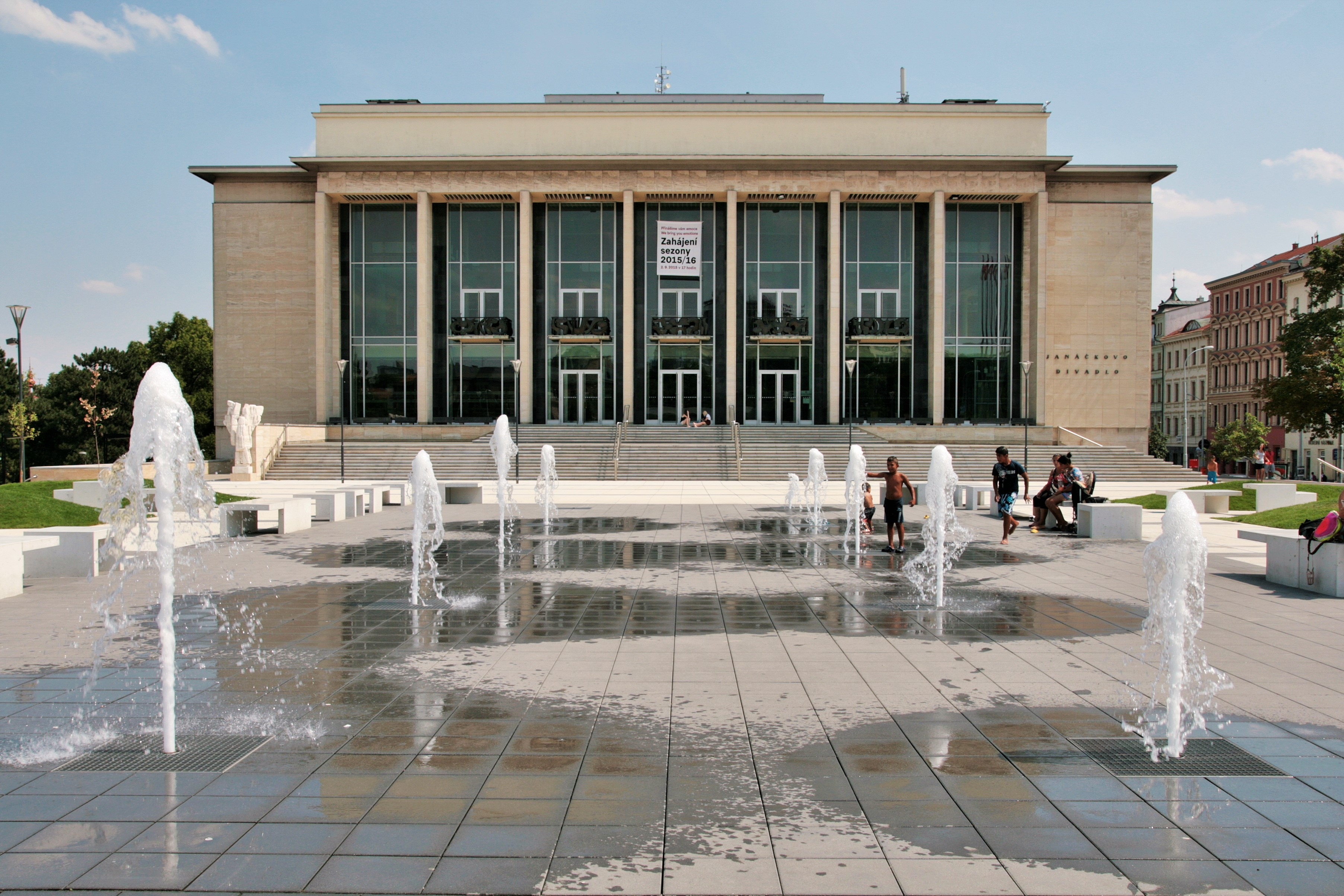
Das Janáček-Theater in Brünn

Das Janáček-Theater (Janáčkovo divadlo) in Brünn, genannt auch Staatstheater Brünn, ist ein hauptsächlich der Oper und dem Ballett gewidmetes Haus, nach dem Komponisten Leoš Janáček benannt, das 1965 eröffnet wurde.
Der Theaterbau war das Produkt eines langwierigen, seit 1881 dauernden Entscheidungsprozesses. Zwischen 1913 und 1956 gab es sieben Architektenwettbewerbe mit insgesamt etwa 150 Teilnehmern. Die Spannweite der Entwürfe reichte von den – zunächst präferierten – historistischen Varianten bis zu Projekten im Geist der minimalistischen Moderne, des Funktionalismus und der organischen Architektur. Zahlreiche bekannte tschechische Architekten waren involviert, darunter Jan Kotěra, Bohuslav Fuchs und Jan Víšek. Zu den Opernregisseuren des Theaters gehörte ab 1955 der auch in Braunschweig tätig gewesene Václav Věžnik (* 1930).
Das Endprodukt ist ein Operntheater im funktionalistisch-klassizistischen Stil. Es weist 1.383 Sitzplätze auf und ist als repräsentatives Logentheater konzipiert. Das bekannte Café Zeman von Bohuslav Fuchs musste dem Theaterneubau weichen, wurde aber um die Mitte der 1990er Jahre an nahe gelegener Stelle rekonstruiert. Das zuvor als Janáček-Theater bezeichnete ehemalige deutsche Stadttheater von Brünn wurde 1965 in Mahen-Theater umbenannt.